# Jacques Dassonville
Jacques Dassonville dit aussi Jacques Dassonneville, Jakob Dassonneville ou encore Jacques D’Assonneville est un dessinateur, graveur et peintre français du XVIIe siècle. Il serait né vers 1619 à Saint-Ouen-sur-Seine en Seine-Maritime et mort vers 1670.

## Biographie
Le parcours de Jacques Dassonville est longtemps resté méconnu. Sa période d'activité artistique se situe dans les années 1653-1666. 
Le peintre et graveur Jacques Renaud Benard dit Robert Bénard, dans une étude de l’artiste, lui donne le titre de « chevalier ».
Le graveur a fait l’objet de plusieurs études biographiques posthumes. Le premier à s’y intéresser est Pierre-François Basan, dans son Dictionnaire des graveurs anciens et modernes. Selon lui, Jacques Dassonville serait né à Port-Saint-Ouen en 1719. Le peintre et graveur sur burin François Léandre Regnault-Delalande remet en question cette datation et place Jacques Dassonville dans le XVIIe siècle en se basant sur sa production artistique. L’historien de l’art et conservateur Georges Duplessis est le premier à affirmer que son année de naissance serait 1619.

## Production artistique
Jacques Dassonville grave principalement à l’eau-forte des scènes de genre et des portraits de personnages populaires. Sa production artistique s'étend à plus d'une quarantaine de planches.   

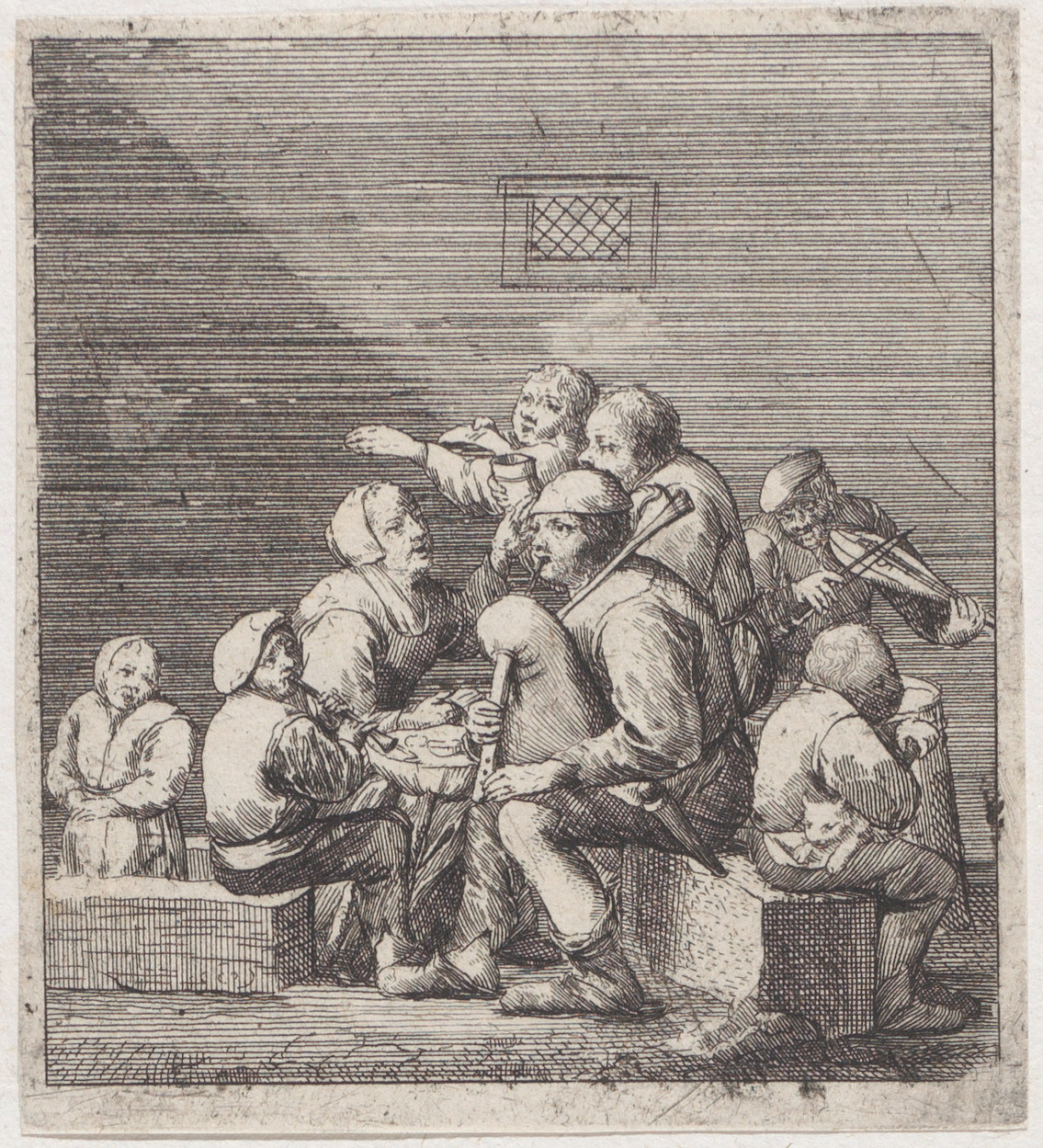
Concert de chats, Jacques Dassonville, gravure à l'eau-forte, 1640-1670, dim. 86x78mm, Metropolitan Museum of Art

Il s’intéresse aux paysans de son temps mis en scène dans des lieux clos tels que des cabarets et des auberges. Les gravures mettent les personnages au centre de la composition. Ils sont le plus souvent représentés en groupe, assis, mangeant, buvant, rigolant, fumant ou bien jouant de la musique. 

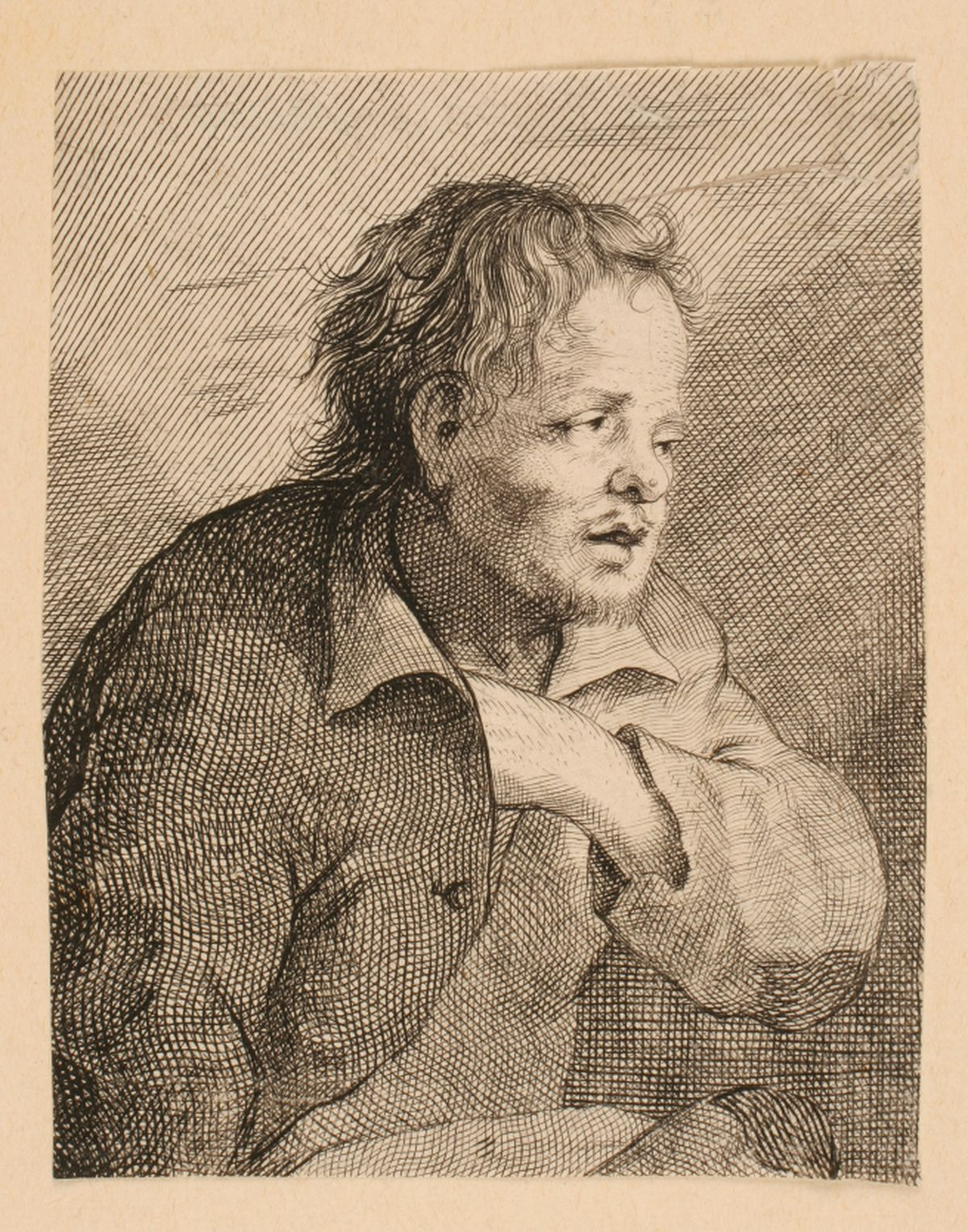
Homme se grattant, Jacques Dassonville, gravure à l'eau-forte, dim.94x74mm, musée des Beaux-Arts de Nancy

Les fonds de ses compositions sont neutres et laissent la place aux expressions du visage et aux gestes des protagonistes, notamment dans ses portraits. 
Jacques Dassonville s'intéresse également aux marginaux. Il montre une tranche de la société invisible, peu montrée dans les œuvres et qui connaît un regain d'intérêt dans la gravure et la peinture du XVIIe siècle, notamment celle des frères Le Nain. 

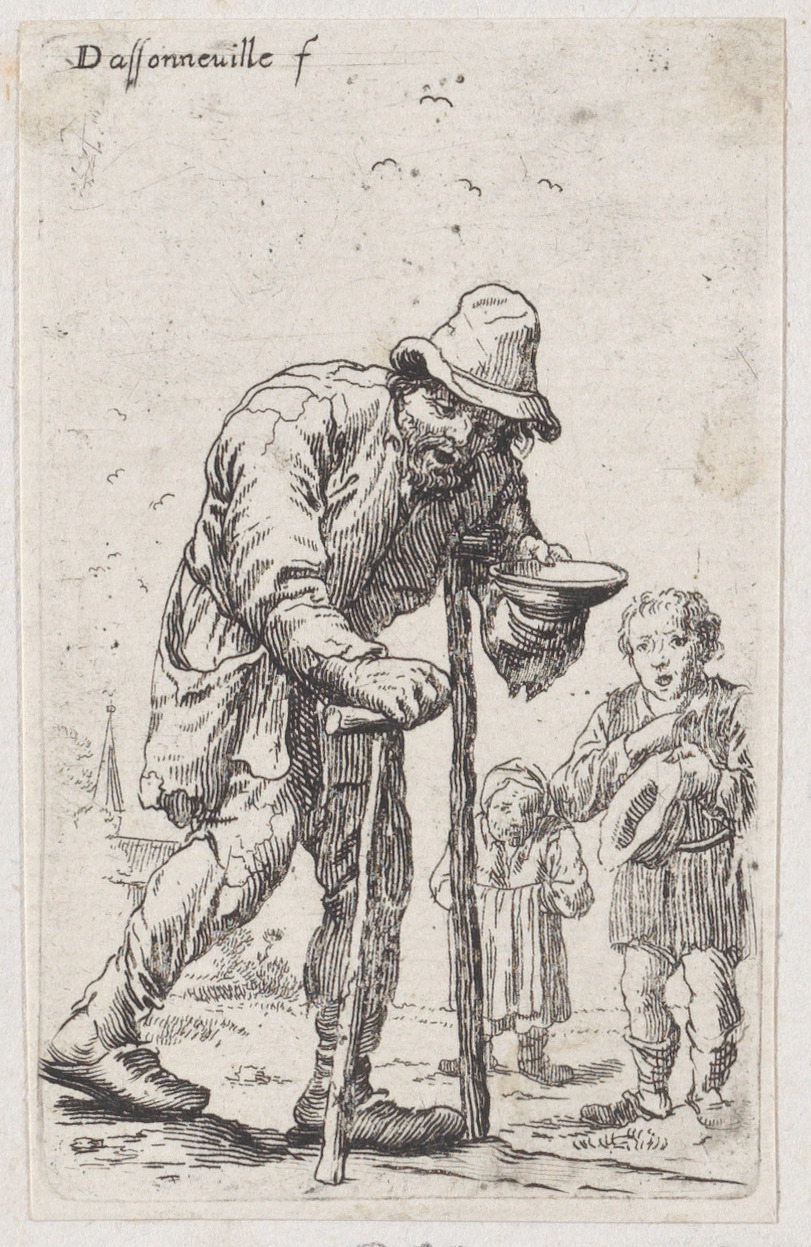
Mendiants faisant l'aumône, Jacques Dassonville, gravure à l'eau-forte, dim.85x53mm, Metropolitan Museum of Art

Il réalise également des gravures illustrant l’Histoire de l’Église métropolitaine de Reims dont le premier tome fut publié à Lille en 1666 et le deuxième, posthume, en 1679. Il s'agit du principal ouvrage du graveur Guillaume Marlot intitulé l'Histoire de la ville, cité et université de Reims, métropolitaine de la Gaule Belgique. Deux planches sont signées « Dassonneville fecit » et « J. Dassonneville » illustrant les tombeaux de saint Savinien et de saint Nicaise à Saint-Nicaise de Reims. 
Tout comme Jacques Lagniet et Edouard Ecman, Jacques Dassonville copie les œuvres du graveur Jacques Callot en produisant une série avec des Gueux sur des fonds de paysage.
Certaines de ses œuvres sont conservées au musée du Louvre de Paris, au Metropolitan Museum de New York ainsi qu'au musée des Beaux-Arts de Nancy.
Ses estampes sont collectionnées, notamment par le graveur et ancien marchand d’estampes Pierre-François Basan.

### Œuvres de Jacques Dassonville

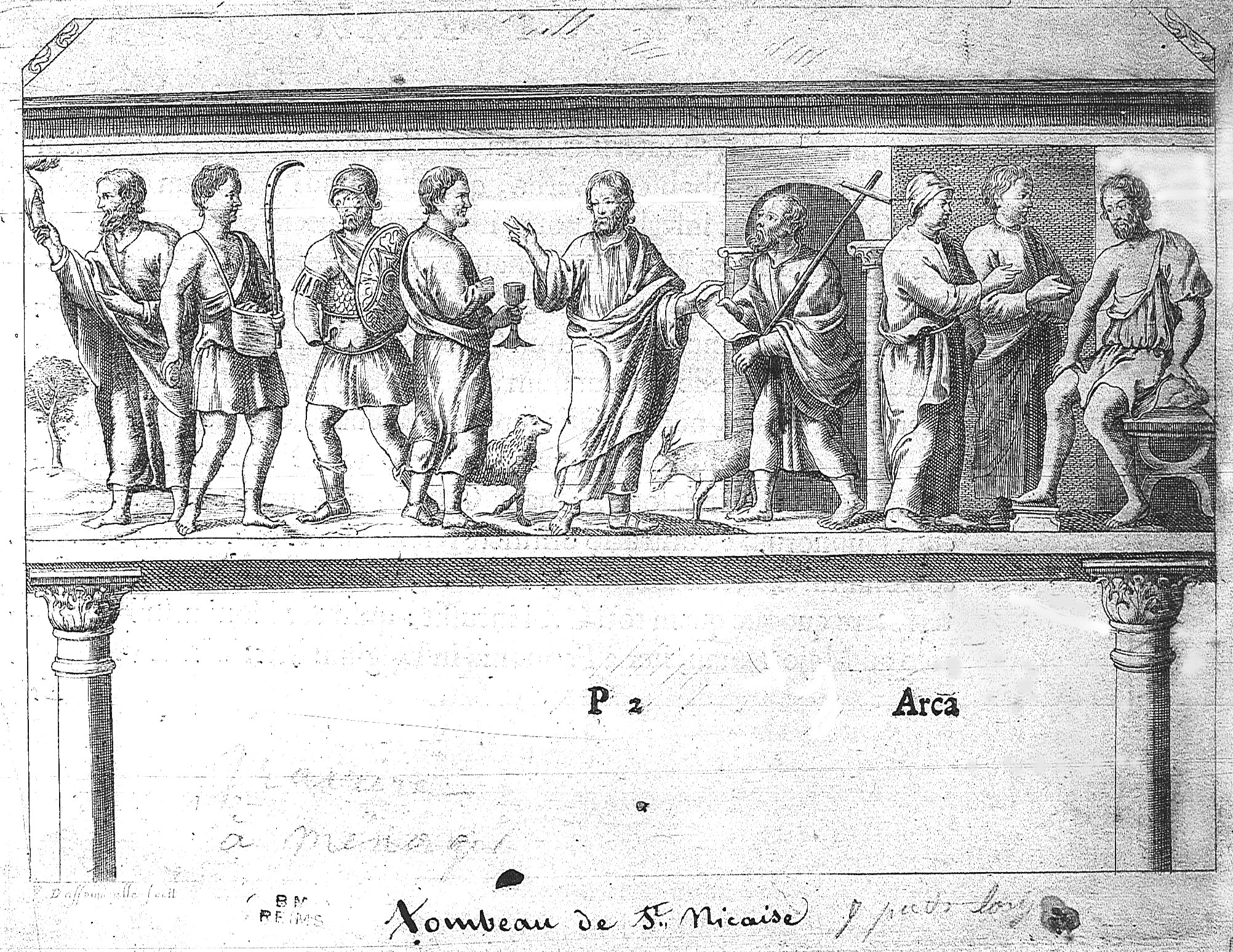
Tombeau de st Nicaise.
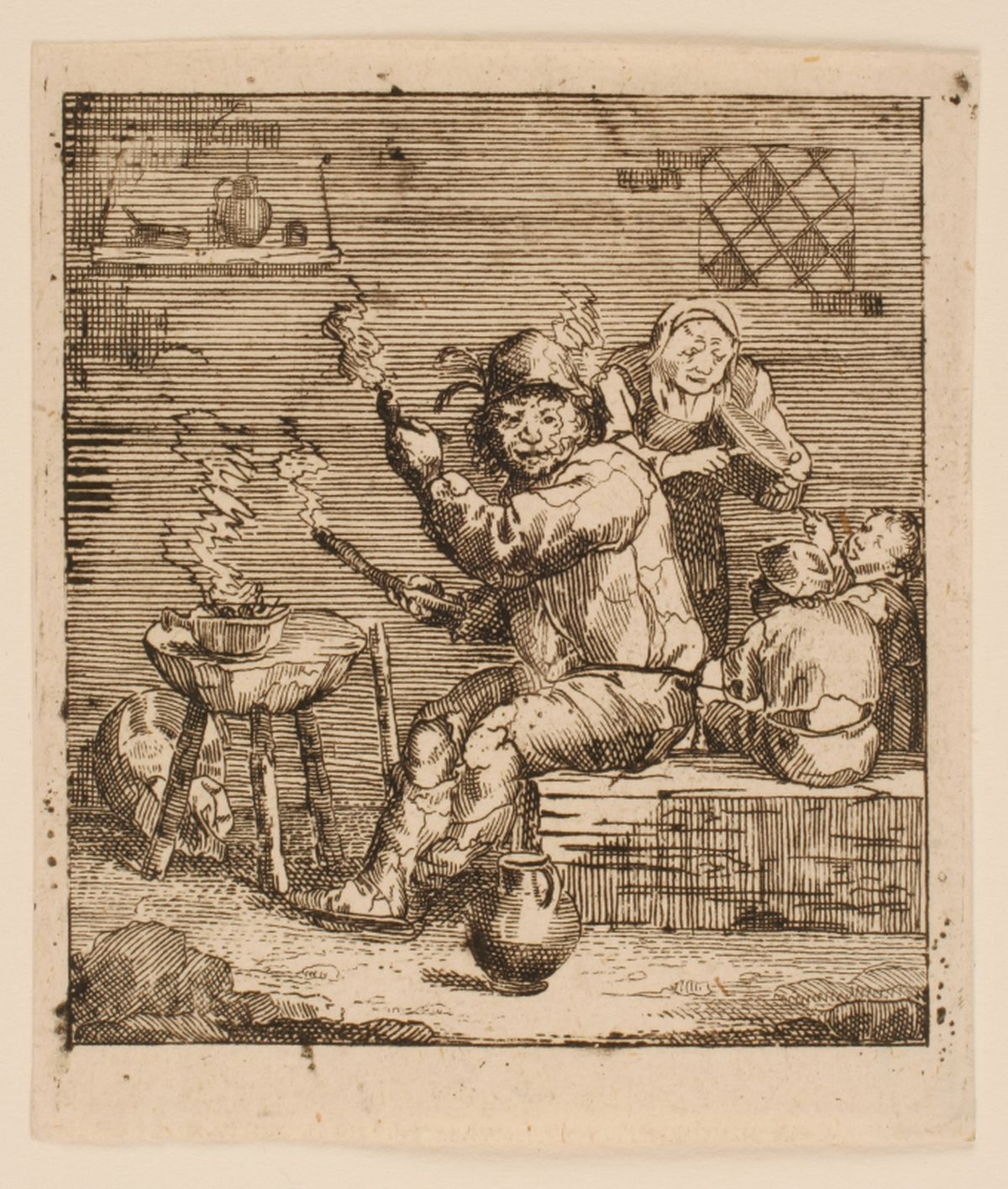
Homme assis allumant sa pipe, Jacques Dassonville, gravure à l'eau-forte, dim.65x59mm, musée des Beaux-Arts de Nancy.
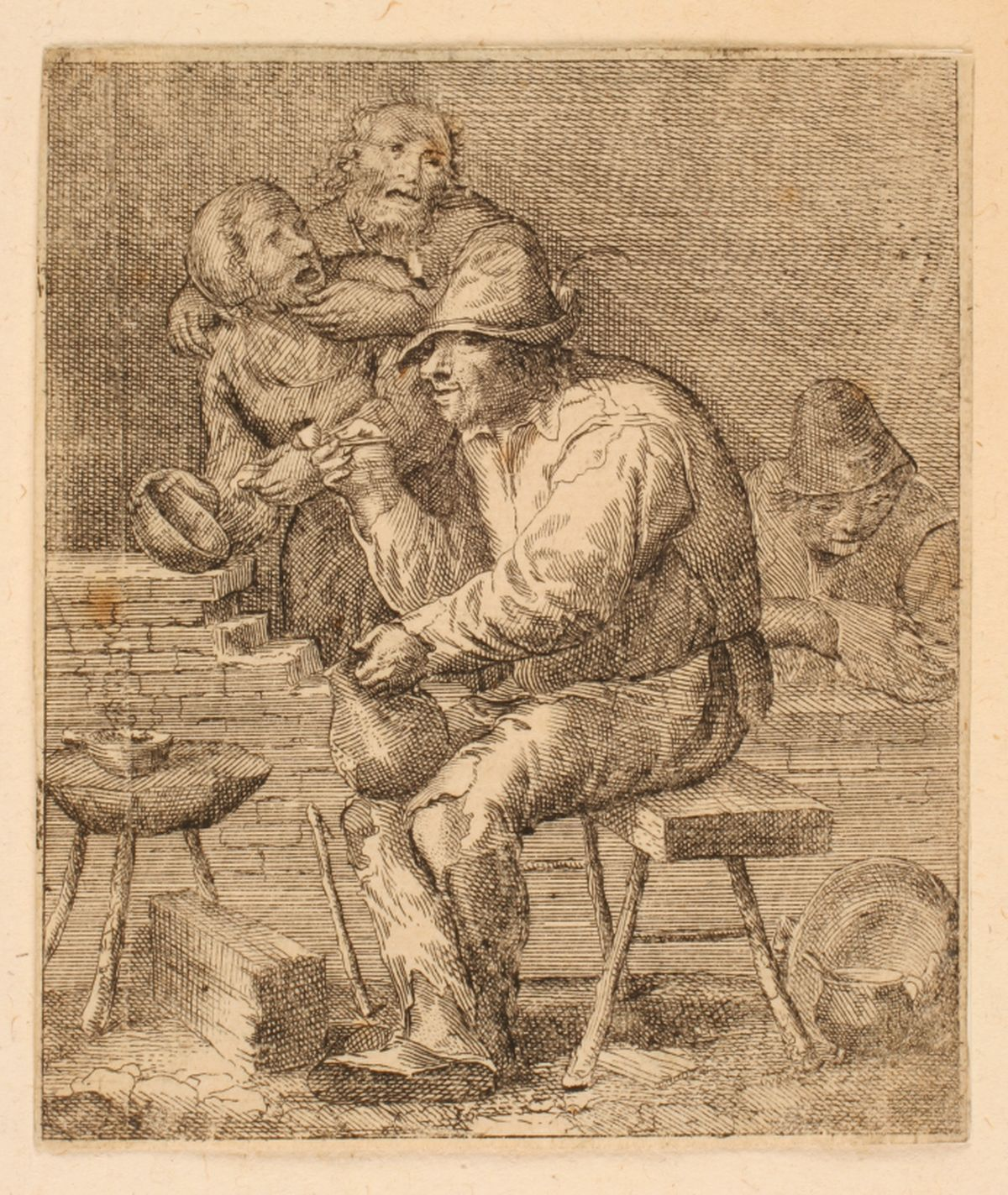
Homme assis fumant la pipe et tenant un broc, Jacques Dassonville, gravure à l'eau-forte, dim.88x75mm, Musée des Beaux-Arts de Nancy.
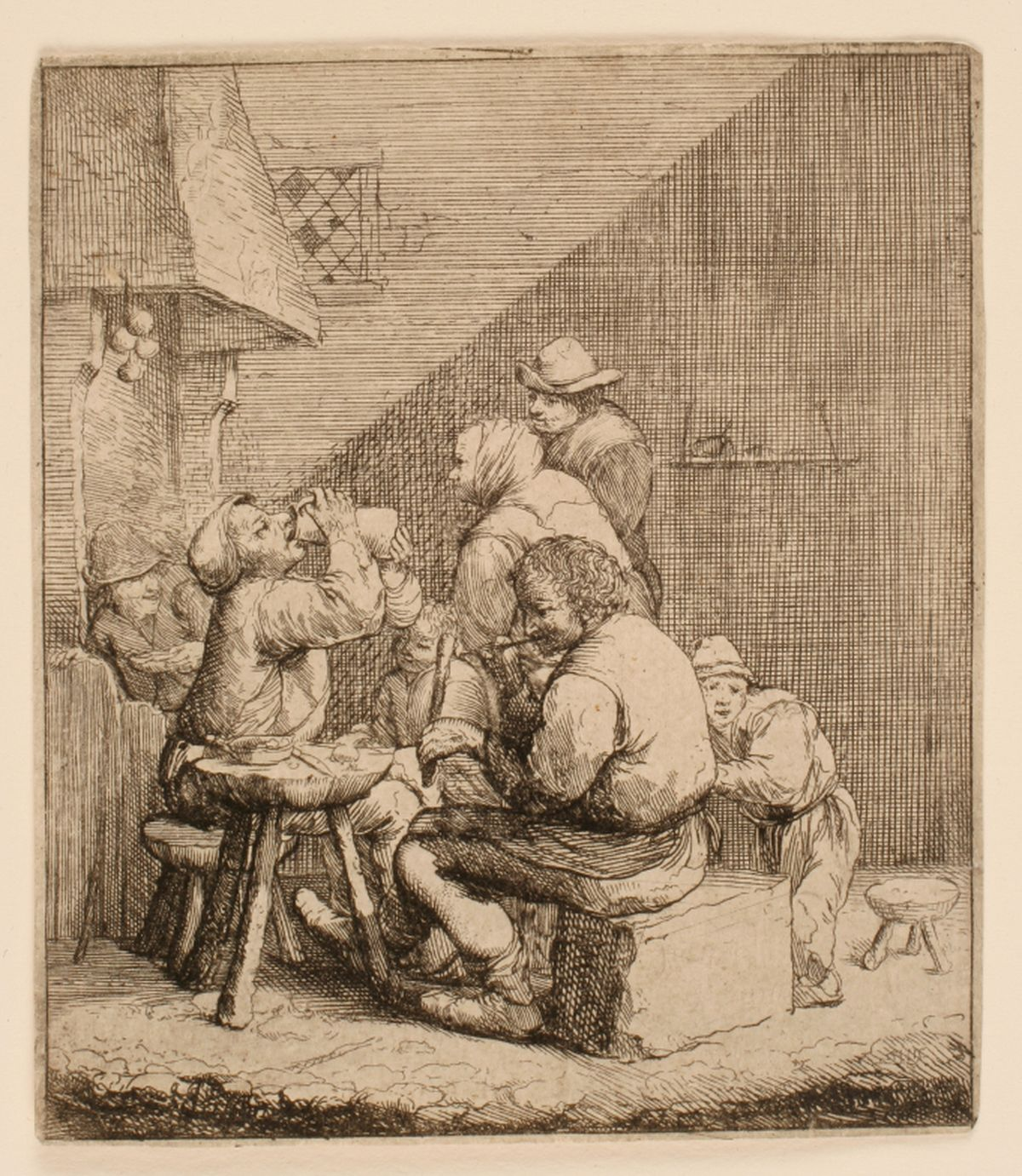
La pipe allumée, Jacques Dassonville, gravure à l'eau-forte, dim.101x87mm, musée des Beaux-Arts de Nancy.
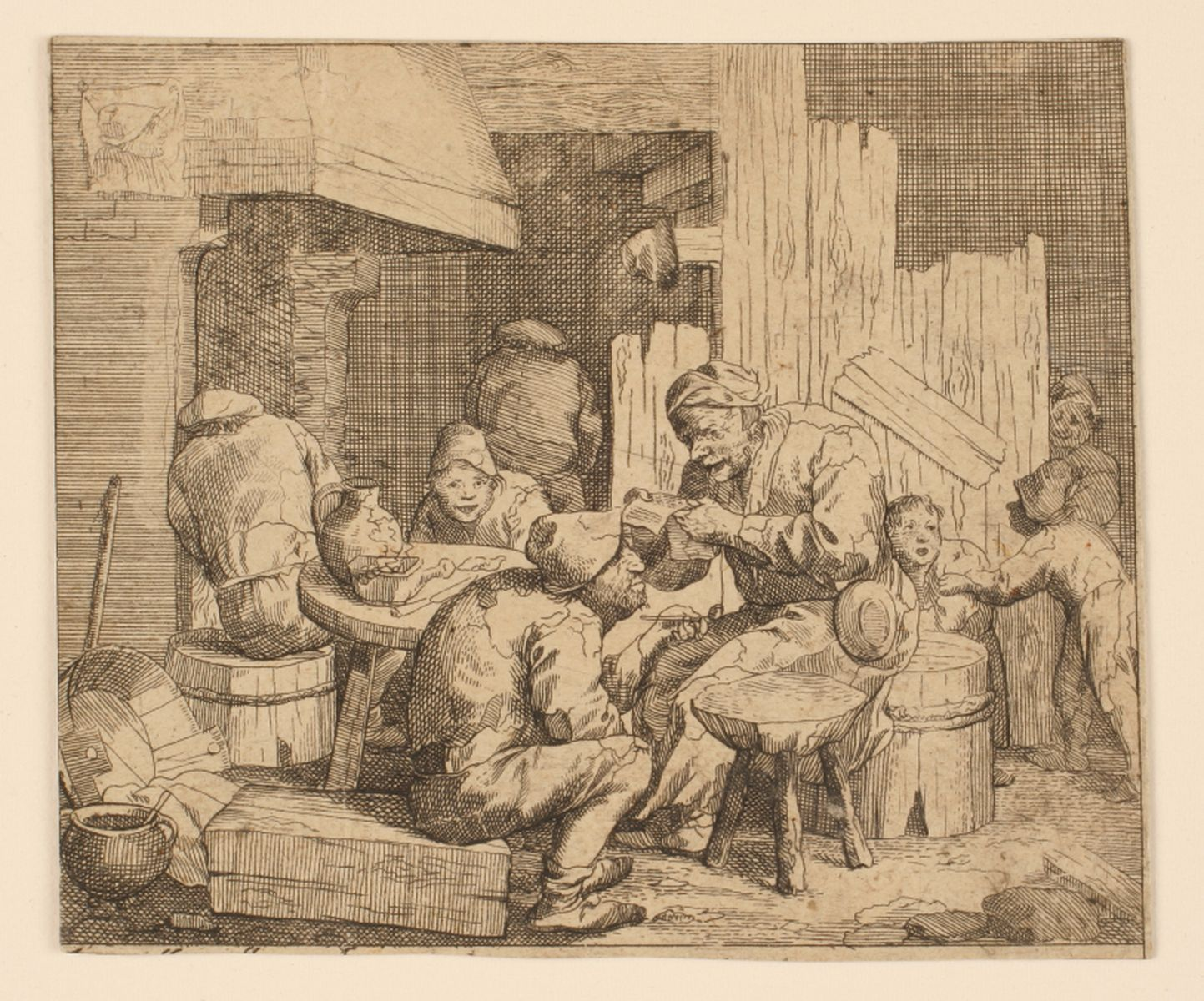
Vieille femme lisant, Jacques Dassonville, gravure à l'eau-forte, dim.88x104mm, musée des Beaux-Arts de Nancy.
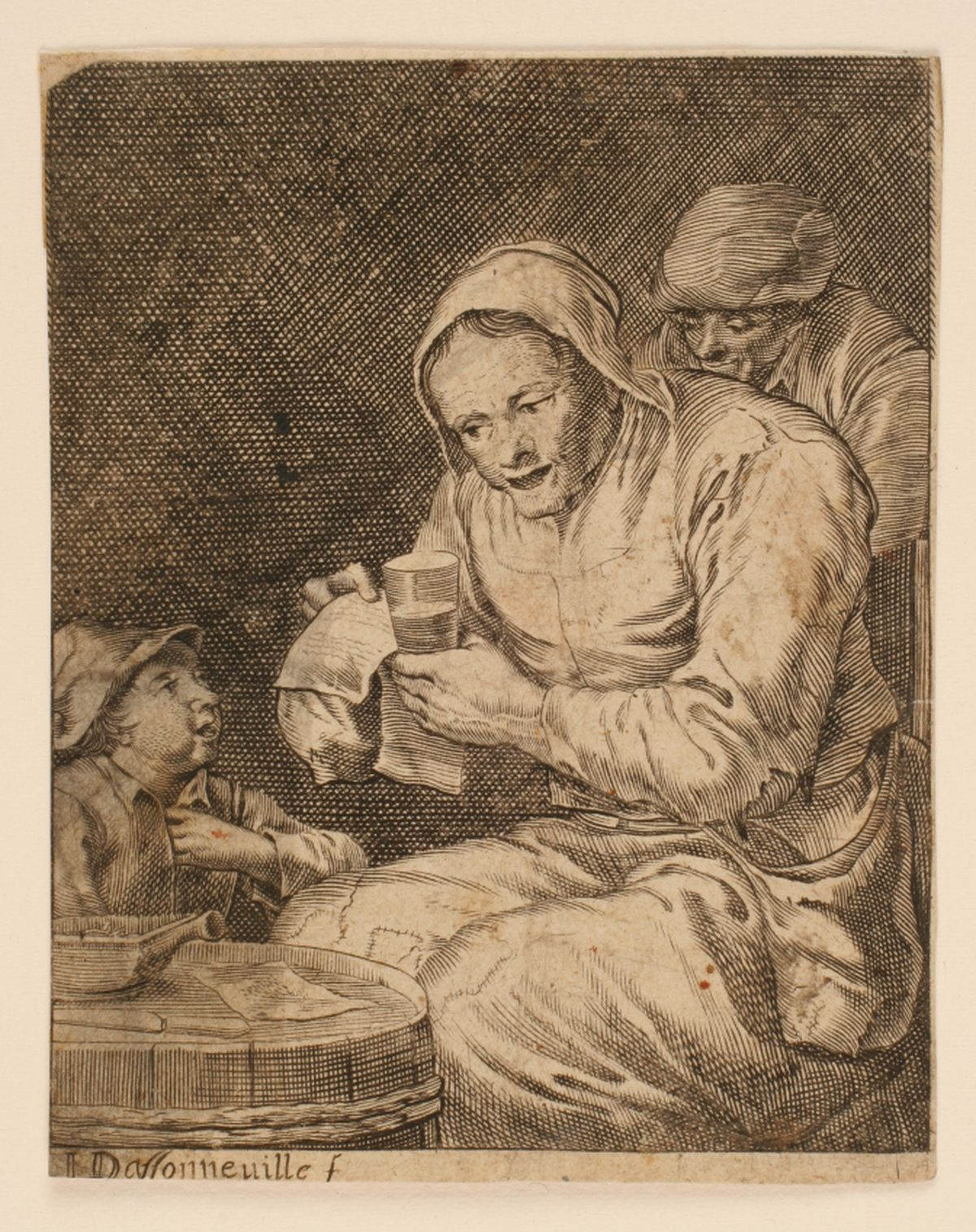
Trois gueux au cabaret, Jacques Dassonville, gravure à l'eau-forte, dim.90x72mm, musée des Beaux-Arts de Nancy.
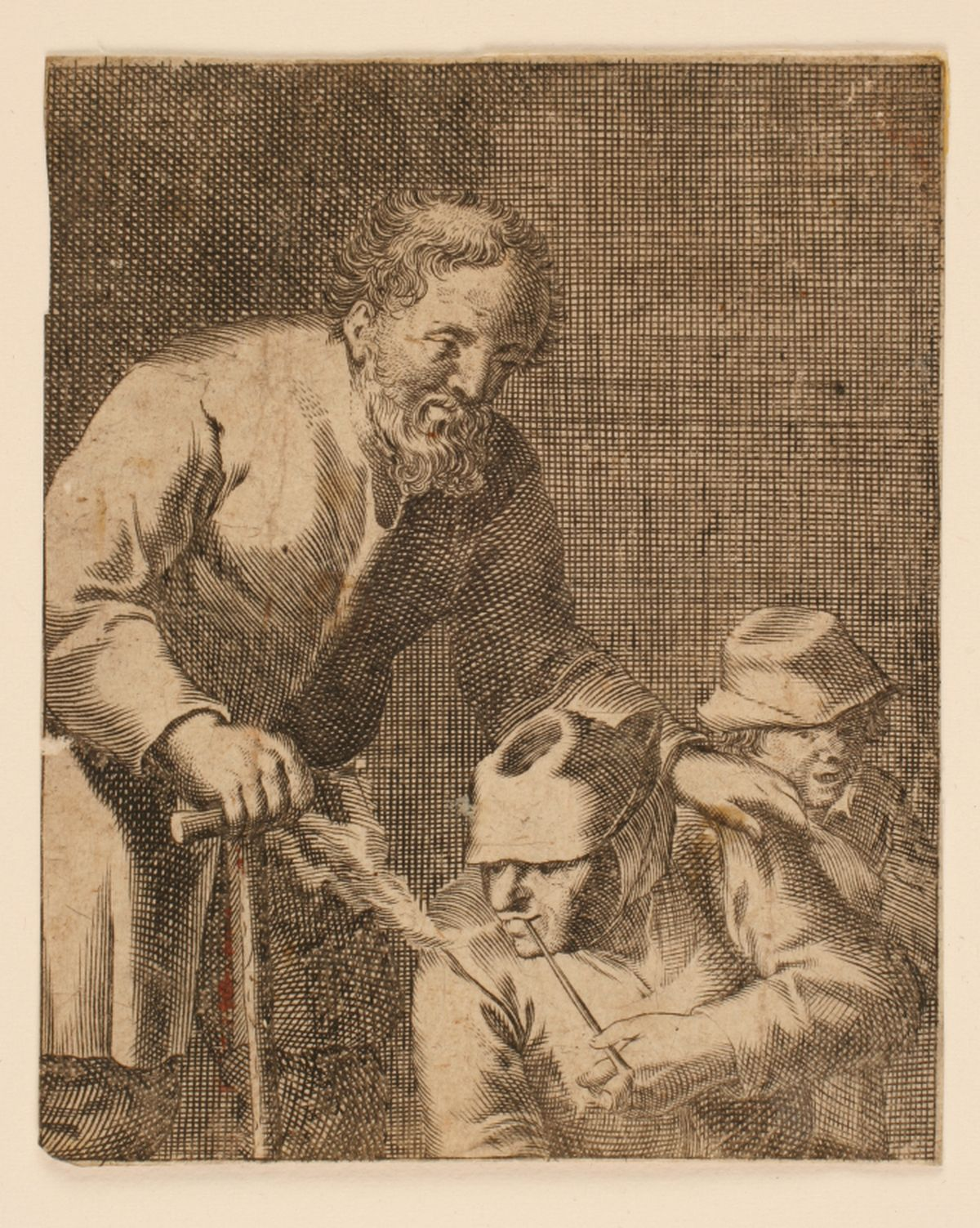
Trois gueux marchant de compagnie, Jacques Dassonville, gravure à l'eau-forte, dim.92x75mm, musée des Beaux-Arts de Nancy.

## Analyse stylistique et réception
Son style est influencé par celui du graveur Jacques Callot. Il reprend également le style des gravures du peintre et graveur néerlandais Adriaen van Ostade et celui de David Teniers Le Jeune.
Durant les XIXe et XXe siècles, les auteurs s’intéressent plus amplement à ce graveur et analysent ses œuvres. 

Selon Georges Duplessis :
« […] Plusieurs (compositions) sont dans la manière d’Adrien Ostade, mais avec une exagération de bassesse qu’évita soigneusement ce peintre célèbre ; toutes sont traitées d’une pointe parfois sèche, mais pourtant assez souvent aimable ; les têtes surtout sont généralement touchées avec esprit. »
Selon Roger-Armand Weigert :
« […] Dassonville avait certainement vu des œuvres de Rembrandt et des œuvres de Callot. Il s’efforça de les imiter dans la mesure de ses moyens ; ceux-ci demeurent peu développés, sans être véritablement médiocres ».